# Peter Heise

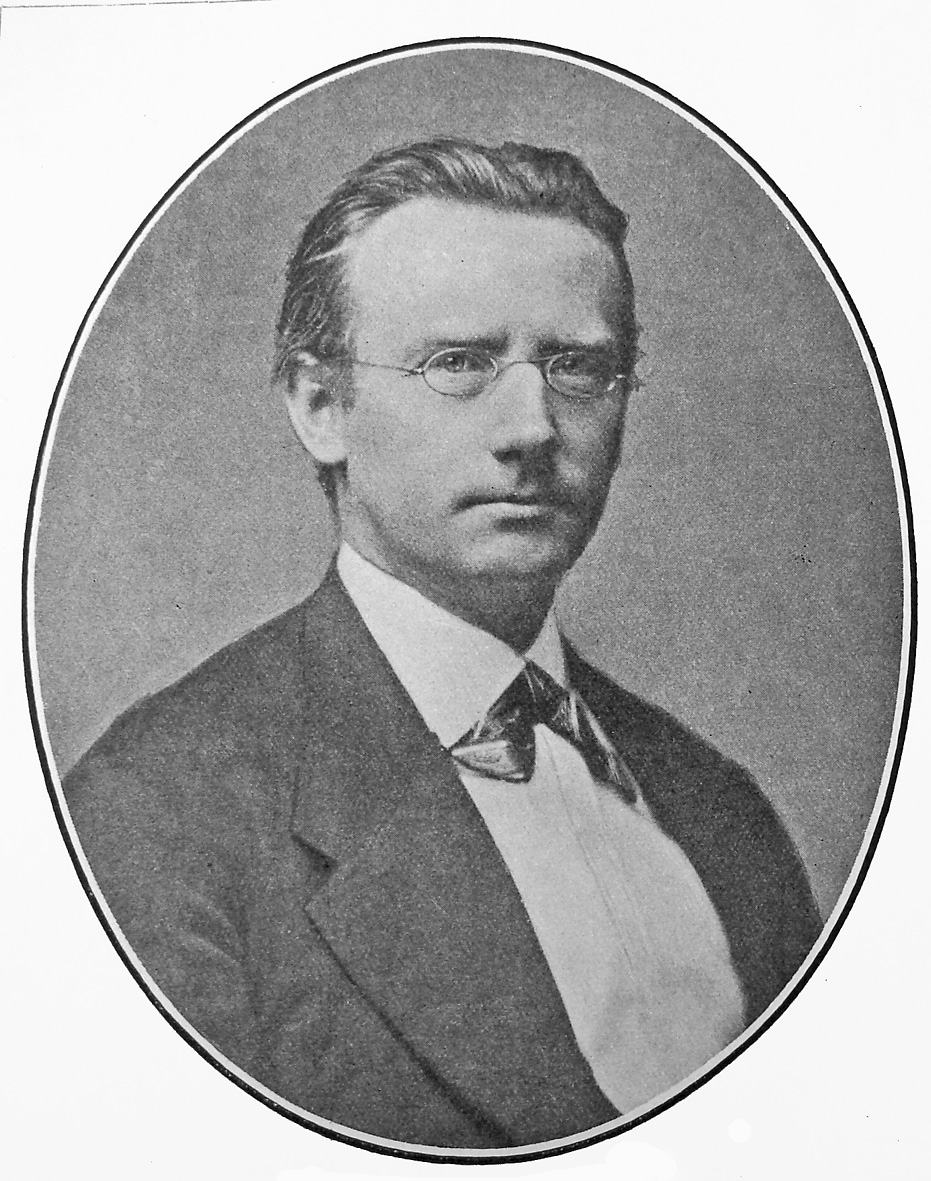
Peter Heise

Peter Arnold Heise (ur. 11 lutego 1830 w Kopenhadze, zm. 12 września 1879 w Taarbæku) – duński kompozytor i organista.
W roku 1847 rozpoczął na uniwersytecie w Kopenhadze studia prawnicze, równocześnie ucząc się u Andreasa Petera Berggreena teorii muzyki i gry na organach. W latach 1852–1853 pobierał w Lipsku u Moritza Hauptmanna prywatne lekcje kompozycji. Po studiach zarabiał na życie w Kopenhadze jako dyrygent i nauczyciel muzyki oraz jako organista w kościele w Sorø. Od roku 1865 poświęcił się wyłącznie pracy kompozytorskiej. Często podróżował, zwłaszcza do Włoch (1861–1862, 1867, 1868–1869 i 1879), gdzie utrzymywał kontakty z tamtejszym środowiskiem skandynawskim, między innymi z Henrikiem Ibsenem i Bjørnstjerne Bjørnsonem. 
Uchodzi za najwybitniejszego duńskiego kompozytora pieśni romantycznych. Skomponował ich ponad 300, w większości do wierszy poetów mu współczesnych. Równie ważna w jego dorobku była muzyka sceniczna. Często wystawiana opera Drot og marsk (Król i marszałek), której libretto nawiązuje do historii z czasów duńskiego średniowiecza, jest uważana za jedną z najważniejszych oper duńskich XIX wieku.

## Główne dzieła

### Utwory wokalne
- Fire Digte, pieśni do słów Christiana Winthera i Adama Oehlenschlägera (1852)
- Lauras sange, pieśni do słów Carstena Haucha (1853)
- Ruskantate, utwór chóralny (1854)
- Fire Folkeviser, pieśni do słów Carla Plouga(inne języki) (1854)
- Tre sange for en dyb stemme, pieśni do słów Christiana Winthera (1855)
- Kærlighedssange, pieśni do słów Christiana Winthera (1855)
- Digte, pieśni do słów Carstena Haucha (1856)
- En Sangkreds, pieśni do słów Christiana Winthera (1857)
- Havfruens sange, pieśni do słów Bernharda Severina Ingemanna (1857)
- Fire sange at „Arne”, pieśni do słów Bjørnstjerne Bjørnsona (1859)
- Bergliot, pieśń na głos solo i orkiestrę do słów Bjørnstjerne Bjørnsona (1862)
- Verner og Malin, pieśni do słów Christiana Winthera (1866)
- Sange, pieśni do słów Williama Shakespeare'a w przekładzie Edvarda Lembckego (1868)
- Bergmandens og Solveigs sange, pieśni do słów Henrika Ibsena (1870)
- Tre sange, pieśni do słów Klausa Grotha (1870)
- Tornerose, utwór chóralny (1873)
- Digte fra Middelalderen, pieśni do słów Thomasa Langego (1875)
- Erotiske digte, pieśni do słów Emila Aarestrupa (1878)
- Dyvekes sange, pieśni do słów Holgera Drachmanna (1879)

### Utwory orkiestrowe i kameralistyka
- uwertura do Marsk Stig (1856)
- 3 sonaty na skrzypce i fortepian: Es-dur (1863), A-dur, Es-dur
- trio fortepianowe Es-dur (1863)
- 3 sonaty wiolonczelowe: F-dur, a-moll, a-moll (1867)
- kwintet fortepianowy F-dur (1869)
- 6 kwartetów smyczkowych: h-moll (1852), G-dur (1852?), B-dur, c-moll, A-dur, g-moll (1857)

### Utwory sceniczne
- Palnatoke, muzyka do sztuki Adama Oehlenschlägera (1867)
- Paschaens datter, opera (1869)
- Cort Adeler, balet (1870)
- Kongsemnerne, muzyka do sztuki Henrika Ibsena (1871)
- Bertran de Born, muzyka do sztuki Elisy von der Recke (1873)
- Fjældsøen, muzyka do sztuki Andreasa Muncha (1875)
- Fata Morgana, muzyka do sztuki Johana Ludviga Heiberga (1876)
- Drot og marsk, opera (1878)